# 张英辉
张英辉（1913年—2000年），中国人民解放军将领、中国人民解放军开国少将。
曾任63军副军长。1955年，授予中国人民解放军少将。